# 落花生属
落花生属（学名：Arachis）是豆目豆科蝶形花亚科的一个属，为低矮草本植物。该属超过80种，大部分原生于南美洲。